# 卡斯泰尔维托里奥
卡斯泰尔维托里奥（義大利語：Castel Vittorio）是意大利因佩里亚省的一个市镇。总面积25.71平方公里，人口356人，人口密度13.8人/平方公里（2009年）。ISTAT代码为008015。